# 旺迪耶尔 (马恩省)
旺迪耶尔（法語：Vandières，法語發音：[vɑ̃djɛʁ]）是法国马恩省的一个市镇，位于该省西部，属于兰斯区。

## 地理
旺迪耶尔（49°6'28"N, 3°44'15"E）面积13.2 平方千米，位于法国大東部大區马恩省，该省份为法国东北部内陆省份，北起阿登省，西北接埃纳省，西南接塞纳-马恩省，南至奥布省，东南接上马恩省，东临默兹省。
与旺迪耶尔接壤的市镇（或旧市镇、城区）包括：昂特奈、马恩河畔沙蒂永、马勒伊港、帕西格里尼、特鲁瓦西、韦尔讷伊。

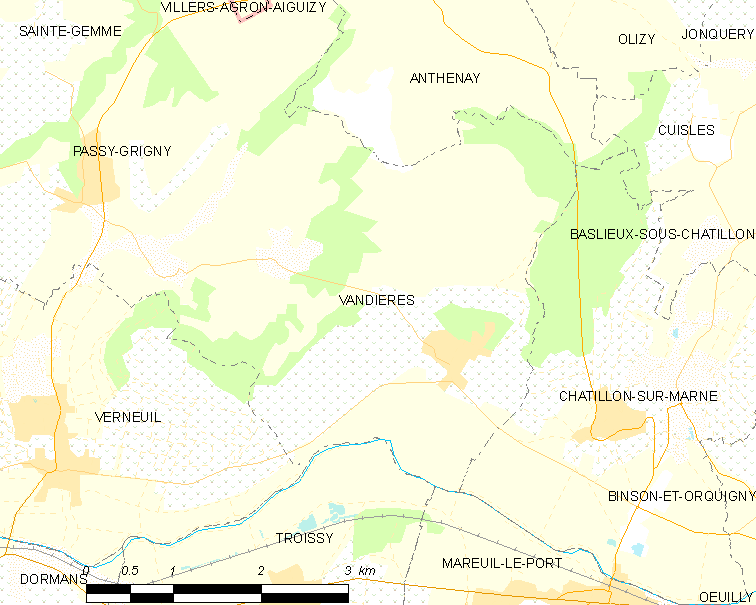
的OSM定位图

旺迪耶尔的时区为UTC+01:00、UTC+02:00（夏令时）。

## 行政
旺迪耶尔的邮政编码为51700，INSEE市镇编码为51592。

## 政治
旺迪耶尔所属的省级选区为多尔芒-香槟景县。

## 人口

1962-2008年间人口变化图示

旺迪耶尔于2022年1月1日时的人口数量为302人。